# Brent Syme
Brent Syme (* 23. Oktober 1956 in Calgary) ist ein kanadischer Curler. 
Sein internationales Debüt hatte Syme bei der Weltmeisterschaft 1986 in Kelowna, wo er die Goldmedaille gewann. 
Syme spielte als Lead der kanadischen Mannschaft bei den XV. Olympischen Winterspielen 1988 in Calgary im Curling. Die Mannschaft von Skip Ed Lukowich gewann die olympische Bronzemedaille. Da Curling damals noch eine Demonstrationssportart war, besitzt die Medaille keinen offiziellen Status.

## Erfolge
- Weltmeister 1986
- 3. Platz Olympische Winterspiele 1988 (Demonstrationswettbewerb)